# Mikayil Huseynov
Mikayil Huseynov (azeri: Mikayıl Ələsgər oğlu Useynov , russisk: Микаэ́ль Алеске́рович (Микаи́л Алеске́р оглы) Усе́йнов tr. Mikail Aleskerovitj (Mikail Alesker ogly) Usejnov ; født 19. april 1905 i Baku, død 7. oktober 1992 i Baku) var en Aserbajdsjansk arkitekt, som er mest kendt i Aserbajdsjan og det tidligere Sovjetunionen for hans historicistiske og stalinistiske offentlige bygninger.

## Billedgalleri
- Sovjetiske Udstillingscenter Aserbajdsjansk Pavillion
- Nizami Kino Mərkəzi